# Burchard Adam von Richter
Burchard Adam von Richter (rusko Борис Христофорович Рихтер), ruski general baltsko-nemškega rodu, * 1782, † 1832.
Bil je eden izmed pomembnejših generalov, ki so se borili med Napoleonovo invazijo na Rusijo; posledično je bil njegov portret dodan v Vojaško galerijo Zimskega dvorca.

## Življenje
6. decembra 1797 je vstopil v Tavričeski grenadirski polk in naslednje leto je bil povišan v zastavnika. Leta 1799 je sodeloval v nizozemski ekspediciji. 
Leta 1803 je bil premeščen v konjeniški polk, s katerim je leta 1805 sodeloval v bitki pri Austerlitzu; leta 1806-07 je ponovno sodeloval v bojih proti Francozom v Prusiji. 18. marca 1810 je bil povišan v polkovnika in postal bataljonski poveljnik v lovskem polku. 
15. septembra 1813 je bil povišan v generalmajorja in naslednje leto je postal poveljnik finskega polka. Po vojni je postal poveljnik 3. brigade 3. grenadirske divizije. Med letoma 1816 in 1821 je bil ponovno poveljnik finskega polka. 3. februarja 1821 je postal poveljnik gardne garnizijske brigade Samostojnega litvanskega korpusa. 22. avgusta 1826 je bil povišan v generalporočnika in 12. maja 1829 v generaladjutanta. 
V noči iz 16. na 17. novembra 1830 so ga poljski vstajniki ugrabili; v ujetništvu so ga imeli do 3. septembra 1831. 6. oktobra 1831 je postal poveljnik 3. gardne pehotne divizije.